# J. T. McIntosh
J.T. McIntosh sau James Murdoch MacGregor (n. 14 februarie 1925, Paisley, Renfrewshire, Scoția - d. 2008, Anglia) a fost un scriitor scoțian de literatură științifico-fantastică.

## Biografie
S-a născut în Paisley, Renfrewshire, dar a trăit cel mai mult în Aberdeen, MacGregor a folosit pseudonimul McIntosh (alături de variante ca J. T. MacIntosh sau J. T. M'Intosh) dar și "H. J. Murdoch", "Gregory Francis" (împreună cu Frank H. Parnell) și "Stuart Winsor" (cu Jeff Mason) pentru toate lucrările sale SF, care formează majoritatea operei sale literare,  for all his science fiction work, which was the majority of his literature, deși a publicat și cu propriul său nume.  Prima sa povestire, "The Curfew Tolls", a apărut în revista Astounding Science Fiction în 1950, iar primul său roman World Out of Mind, a fost publicat în 1953 de către editura Doubleday. Nu a mai publicat nimic după anul 1980. A murit în 2008.
Alături de John Mather și Edith Dell, este menționat ca scenarist al filmului Satellite in the Sky (1956).
În 2010, Biblioteca Națională a Scoției a achiziționat lucrările sale literare și corespondența.

## Lucrări (selecție)
În opera sa, JT McIntosh folosește de obicei teme familiare - invadatori ascunși, iminenta catastrofă cosmică, mutații. El se ocupă în principal de dezvoltarea psihologică a personajelor.

### Romane
- World out of Mind (Doubleday, iunie 1953)
- Born Leader (Doubleday, ianuarie 1954, publicat și ca Worlds Apart, Avon, 1956)
- One in Three Hundred (Doubleday, 1954) (pe baza a 3 nuvele publicate în F&SF, 1953-1954)
- The Fittest (Doubleday, iunie 1955) (sau The Rule of the Pagbeasts, Fawcett Crest, 1956)
- When the Ship Sank (Doubleday, iunie 1959, ca James Murdoch Macgregor)
- Incident Over the Pacific (Doubleday, oct, 1960, ca James Murdoch Macgregor)(publicat și ca A Cry to Heaven, Heinemann, Mar 1961)
- Two Hundred Years to Christmas (Ace, 1961, împreună cu Rebels of the Red Planet de Charles L. Fontenay)
- The Iron Rain (Heinemann, ian. 1962, ca James Murdoch Macgregor)
- The Million Cities (Pyramid, aug. 1963) (pe baza unui text din Satellite Science Fiction, aug 1958)
- The Noman Way (Digit, iunie 1964)
- Out of Chaos (Digit, 1965)
- Time for a Change (Michael Joseph, March 1967)( publicat și ca Snow White and the Giants, Avon, mai 1968) (foileton în if, 1966-1967)
- Six Gates from Limbo (Michael Joseph, 1968) (publicat ca foileton Six Gates to Limbo' în Galaxy Science Fiction, 1969)
- Take a Pair of Private Eyes (Muller, sept. 1968) pe baza unui teatru TV de Peter O'Donnell, primul roman al unei serii
- A Coat of Blackmail (Muller, aug. 1970) al doilea roman din serie după Take a Pair of Private Eyes
- Transmigration (Avon, dec. 1970)
- Flight from Rebirth (Avon, iulie 1971) refacere a Immortality.. for Some din Astounding Science Fiction, martie 1960
- The Space Sorcerers (Hale, iunie 1972, Text prescurtat) (publicat și ca The Suiciders, Avon, noiembrie 1973, text complet)
- The Cosmic Spies (Hale, noiembrie 1972) publicat ca The Real People în if, Dec 1971.  Ediția Hale conține un text prescurtat al manuscrisului.
- Galactic Takeover Bid (Hale, iunie 1973)
- Ruler of the World (Laser, martie 1976; versiune cenzurată și rescrisă-fără-permisiune a This is the Way the World Begins, 1977)
- This is The Way The World Begins (Corgi, apr. 1977)
- Norman Conquest 2066 (Corgi, iunie 1977)
- A Planet Called Utopia (Zebra, aug. 1979)

### Povestiri
- "Machine Made"  (New Worlds (revistă), vara 1951)
- "Venus Mission" (Planet Stories, iulie 1951)
- "Then There Were Two" (sau "One Into Two"; Science Fantasy (revistă) #3, 1951)
- "Hallucination Orbit", ([vt "The Bliss of Solitude"] Galaxy Science Fiction, ianuarie 1952)
- "Stitch in Time", (Science Fantasy (revistă) #5, 1952)
- "The ESP Worlds Part 1", (New Worlds (revistă), iulie 1952)
- "The ESP Worlds Part 2", (New Worlds (revistă), septembrie 1952)
- "The Broken Record", (New Worlds (revistă), septembrie 1952)
- "The ESP Worlds Part 3", (New Worlds (revistă), noiembrie 1952)
- "One in 300", (The Magazine of Fantasy and Science Fiction, februarie 1953), folosită la scrierea One in Three Hundred (1954)
- "Made in U.S.A.", (Galaxy Science Fiction, aprilie 1953)
- "First Lady", (Galaxy Science Fiction, iunie 1953)
- "Mind Alone", (Galaxy Science Fiction, august 1953)
- "One in a Thousand", ( The Magazine of Fantasy and Science Fiction, ianuarie 1954) folosită la scrierea One in Three Hundred (1954)
- "One Too Many", ( The Magazine of Fantasy and Science Fiction, septembrie 1954) folosită la scrierea One in Three Hundred (1954)
- "Selection", (The Magazine of Fantasy and Science Fiction, ianuarie 1955)
- "Unit", (New Worlds (revistă), februarie 1957)
- "You Were Right, Joe"  (Galaxy Science Fiction, noiembrie 1957)
- "The Million Cities", (Satellite Science Fiction, august 1958) transformată în roman 1963
- "Tenth Time Around", (The Magazine of Fantasy and Science Fiction, mai 1959)
- "Immortality..  for Some", (Astounding Science Fiction, March 1960)  transformată în roman Flight from Rebirth (1971)
- "The Wrong World", (Galaxy Science Fiction, decembrie 1960)
- "Poor Planet", (The Magazine of Fantasy and Science Fiction, august 1964)
- "Planet of Fakers", (Galaxy Science Fiction, octombrie 1966)
- "Snow White and the Giants Part 1", (if", octombrie 1966)
- "Snow White and the Giants Part 2", (if", noiembrie 1966)
- "Snow White and the Giants Part 3", (if", decembrie  1966)
- "Snow White and the Giants Part 4", (if", ianuarie 1967)
- "Six Gates to Limbo Part 1", ( if", ianuarie 1969)
- "Six Gates to Limbo Part 2", ( if", februarie 1969)